# Friedrich Karl Gottlob Hertlein
Friedrich Karl (Carl) Gottlob Hertlein (* 2. November 1803 in Wertheim; † 12. Oktober 1880 ebenda) war ein deutscher Klassischer Philologe, Gymnasiallehrer und Direktor des Gymnasiums in Wertheim.

## Leben
Hertlein besuchte von 1816 bis 1822 die Volksschule und das Gymnasium seiner Vaterstadt Wertheim. Ostern 1822 immatrikulierte er sich in der Universität Heidelberg. 1823 und 1824 setzte er seine Studien an der Universität Halle fort. 1824 unterzog er sich in Wertheim der Staatsprüfung für das Lehramt. Dort wirkte er von 1824 bis 1874 mit einer Unterbrechung von 1848 bis 1850 in Mannheim. Ab 1854 leitete er das Wertheimer Gymnasium  (heute Dietrich-Bonhoeffer-Gymnasium Wertheim). 1869 wurde er auf seine Bitte krankheitshalber von den Funktionen der Direktion entbunden und ging 1874 in den Ruhestand.

## Veröffentlichungen (Auswahl)
Ausgaben der klassischen Schriftsteller
- Iuliani imperatoris quae supersunt praeter reliquias apud Cyrillum omnia. 2 Bd. Leipzig: Teubner, 1875–1876.

Schulausgaben
- Xenophons Anabasis. Erklärt von F.K. Hertlein. Leipzig/Berlin: Weidmann. 1849. 1854?2. 18573.
- Xenophons Cyropädie. Erklärt von F.K. Hertlein. Berlin: Weidmann.
  - Erstes Bändchen. I–IV. 1853 Digitalisat. 18592 Digitalisat. 18703 Digitalisat. 18864 von W. Nitsche Digitalisat.
  - Zweites Bändchen. V–VIII. 1853 Digitalisat. 18602 Digitalisat. 18763 Digitalisat.

Forschungsschriften
- Observationes criticae in Xenophontis Historiam Gracecam. І–III. Beilage zum Program des Wertheimer Lyceums. Wertheim: Müller. ?–1845.
- Emendationes Julianeae. Beilage zum Program des Wertheimer Lyceums. Wertheim: Müller, 1847.
- Beiträge zur Kritik des Polyänus. Beilage zum Program des Wertheimer Lyceums. Wertheim: Bechstein, 1854.
- Conjectanea critica in Juliani orationes atque epistolas. Beilage zum Program des Wertheimer Lyceums. 1856.
- Symbolae criticae ad Aeneam Tacticum. Wertheim, 1859.
- Variae lectiones ad Juliani Caesares e codicibus Parisinis enotatae. Beilage zum Program des Grossherzoglichen Lyceums zu Wertheim. Wertheim, 1863.
- Beiträge zur Kritik des Diodorus. Beilage zum Program des Grossherzoglichen Lyceums zu Wertheim. Wertheim: Bechstein, 1864–1866.
  - Erste Hälfte. 1864.
  - Zweite Hälfte, erste Abteilung.
  - Zweite Hälfte, zweite Abteilung. 1866.
- Zur Kritik der ersten Rede Julians. Beilage zum Program des Grossherzoglichen Lyceums zu Wertheim. Wertheim: Bechstein, 1869.
- Neue Beiträge zur Kritik des Diodorus. Beilage zum Program des Grossherzoglichen Lyceums zu Wertheim. Wertheim: Bechstein, 1871.
- Zur Kritik der Reden des Themistius. Beilage zum Program des Grossherzoglichen Lyceums zu Wertheim. Wertheim: Bechstein, 1872.
- Conjecturen zu griechischen Prosaikern. Dritte Sammlung. Beilage zum Program des Grossherzoglichen Gymnasiums zu Wertheim. Wertheim: Bechstein, 1873.